# Antihistaminik
Ántihistamínik je učinkovina, ki preprečuje ali zmanjšuje biološki učinek histamina v organizmu.

## Klinično uporabljani: zaviralci histaminskih receptorjev H1in H2

### Zaviralci histaminskega receptorja H1
V splošni uporabi se izraz antihistaminik uporablja kot sopomenka za zaviralce (oziroma antagoniste) histaminskega receptorja H1. Novejše raziskave sicer kažejo, da so te učinkovine inverzni agonisti in ne antagonisti receptorjev H1. Uporabljajo se pri alergijskih stanjih in jih tradicionalno razvrščamo v 6 kemijskih skupin: alkilamine, etanolamine, etilendiamine, fenotiazine, piperazine in piperidine.
Primeri učinkovin:
- bromfeniramin
- cetirizin
- desloratadin
- difenhidramin
- loratadin
- prometazin

### Zaviralci histaminskega receptorja H2
Histaminski receptorji H2 se nahajajo v želodčni sluznici in spodbujajo izločanje želodčne kisline, ki lahko povzroči želodčno razjedo. Zato se zaviralci receptorja H2 uporabljajo pri zdravljenju želodčnih razjed. Poleg histaminsko spodbujenega zavirajo tudi z gastrinom spodbujeno izločanje želodčne kisline, zmanjšajo pa tudi z acetilholinom spodbujeno izločanje želodčne kisline. Uvedba teh učinkovin v sredi 70-ih let 20. stoletja je pomenila preboj v zdravljenju peptičnih razjed.
Primeri:
- cimetidin
- famotidin
- lafutidin
- nizatidin
- ranitidin
- roksatidin

## Eksperimentalni: Zaviralci histaminskih receptorjev H3in H4

### Zaviralci histaminskega receptorja H3
Histamin preko histaminskih receptorjev H3 uravnava sproščanje številnih živčnih prenašalcev v osrednjem živčevju in igra pomembno vlogo v kognitivnih in homeostatskih procesih. Povišane vrednosti histamina zavirajo na primer epileptične krče ter verjetno delujejo nevroprotektivno. Antagonisti oziroma inverzni agonisti receptorjev H3 so postali predmet zanimanja v raziskovanju novih zdravil proti različnim motnjam osrednjega živčevja, kot so epilepsija, nevropatska bolečina, motnje spanja in budnosti, shizofrenija, Alzheimerjeva bolezen itd. Trenutno so kandidatne učinkovine še v raziskavah.
Primeri učinkovin:
- A-349,821
- ABT-239
- ciproksifan
- klobenpropit
- konesin
- tioperamid

### Zaviralci histaminskega receptorja H4
Histaminski receptorji H4 so bili odkriti šele leta 2000. V veliki meri se izražajo v komponentah imunskega sistema, vključno z vranico, priželjcem in belimi krvničkami. Prve raziskave na peroralno učinkovitih zaviralcih receptorja H4 so pokazale morebitne koristi pri alergijskih boleznih, pri katerih so vključeni eozinofilci in/ali pitanke (mastociti), saj vezava histamina na ta podtip histaminskih receptor povzroči kemotakso obeh omenjenih celic. Kasnejše raziskave so pokazale tudi pomembno vlogo teh receptorjev v avtoimunih bolezenskih stanjih, kot sta revmatoidni artritis in vnetna črevesna bolezen.
Primeri:
- tioperamid
- JNJ 7777120
- VUF-6002

## Drugi

### Atipični antihistaminiki
Med atipične antihistaminike spadajo učinkovine, ki zavirajo encim histidin-dekarboksilazo, na primer tritokvalin, ki se uporablja pri zdravljenju koprivnice in alergijskega rinitisa.

### Stabilizatorji mastocitov
Stabilizatorji mastocitov so učinkovine, ki stabilizirajo celice, imenovane pitanke oziroma mastociti in s tem preprečijo, da bi se iz njih sprostile snovi, ki sprožijo alergijsko reakcijo. Zavirajo kalcijeve kanalčke, ki imajo pomembno vlogo pri degranulaciji (sprostitvi kemičnih snovi iz zrnc znotraj celic) senzitiziranih mastocitov in preprečijo sprostitev histamina in počasi delujočih snovi, ki povzročajo anafilaksijo. Uporabljajo se za preprečevanje napadov astme in simptomov sezonskega ali kroničnega alergijskega rinitisa.
Primeri:
- kromoglikat
- nedokromil
- beta-2 (β2) adrenergični agonisti